# Континент (аппаратно-программный комплекс)
АПКШ «Континент» (аппаратно-программный комплекс шифрования «Континент») — аппаратно-программный комплекс, позволяющий обеспечить защиту информационных сетей организации от вторжения со стороны сетей передачи данных (Интернет), конфиденциальность при передаче информации по открытым каналам связи (VPN), организовать безопасный доступ пользователей VPN к ресурсам сетей общего пользования, а также защищенное взаимодействие сетей различных организаций.
Аппаратно-программный комплекс объединяет межсетевой экран и средство построения виртуальных частных сетей. Является сертифицированным продуктом и обладает сертификатами ФСТЭК и ФСБ. Разработан компанией «Код Безопасности».
Аппаратно-программный комплекс шифрования «Континент» широко используется государственными структурами России, например Казначейством Российской федерации.
Является одной из немногих российских сертифицированных программ с высокой производительностью (в режиме VPN — 800 Мбит/сек). Входит в число наиболее популярных VPN-продуктов в России.